# Wilhelm Bøckman
Peter Wilhelm Kreydahl Bøckman, född den 6 augusti 1851 i Håland, död den 23 maj 1926 i Oslo, var en norsk biskop. Han var bror till läkaren Marius Friman Bøckman.
Bøckman blev efter att ha avlagt teologisk ämbetsexamen 1873 föreståndare för Voldens lärarskola, 1877 stiftskaplan i Bergens stift, 1879 sogneprest i Skånevik och 1890 stiftsprost i Tromsø. Han valdes 1893 til biskop i Tromsø stift. År 1909 fick han transport till Trondhjems stift. År 1923 blev han emeritus. Bøckman levererade viktiga bidrag till samtidens diskussion i den kyrkliga pressen. Han utgav, som högt skattad predikant, en predikosamling (Tolv prækener, 1891). 